# جوزپه پولیز
جوزپه پولیز (انگلیسی: Giuseppe Pugliese؛ زادهٔ ۴ نوامبر ۱۹۸۳) بازیکن فوتبال اهل ایتالیا است.
از باشگاه‌هایی که در آن بازی کرده‌است می‌توان به باشگاه فوتبال هلاس ورونا، باشگاه فوتبال سالرنیتانا، باشگاه فوتبال چیتادلا، باشگاه فوتبال مونتسا، و باشگاه فوتبال وارزه اشاره کرد.